# Carmilla on line
Carmilla on line è una webzine italiana. La rivista si occupa soprattutto di critica letteraria e letteratura in generale, cinema, politica e controinformazione (con un'ottica che si dichiara di sinistra radicale). Fondata da Valerio Evangelisti (che ne è stato  direttore, prima editoriale e poi responsabile fino alla sua morte), era pubblicato originariamente in versione cartacea dal 1995 e deve il nome alla vampira Carmilla, protagonista del racconto omonimo di Sheridan Le Fanu.
Insieme a Evangelisti (1952-2022) - per anni affiancato da Giuseppe Genna, Roberto Bui, Girolamo De Michele, Alberto Prunetti, Fabrizio Lorusso e Filippo Casaccia - compongono la redazione Franco Pezzini, Sandro Moiso, Paolo Lago, Giovanni Iozzoli, Alessandra Daniele, Mauro Baldrati, Luca Cangianti, Gioacchino Toni, Luca Baiada, Nico Maccentelli, Jack Orlando, Fabio Ciabatti, Nico Gallo e Walter Catalano . Tra i più assidui collaboratori Diego Gabutti, Francisco Soriano e Franco Ricciardiello. L'attuale direttore responsabile è Peter Freeman.
Nel 2004 destò una certa eco mediatica il fatto che la rivista aveva organizzato una raccolta di firme di solidarietà all'ex terrorista in contumacia Cesare Battisti che raggiunse i 1 500 firmatari. Nel 2007 il sito faceva registrare oltre 142 000 contatti settimanali. Dal 2008 la rivista è diventata uno dei punti di riferimento del movimento letterario New Italian Epic e del dibattito culturale che ruota attorno ad esso.